# مجالس أيوا الانتخابية

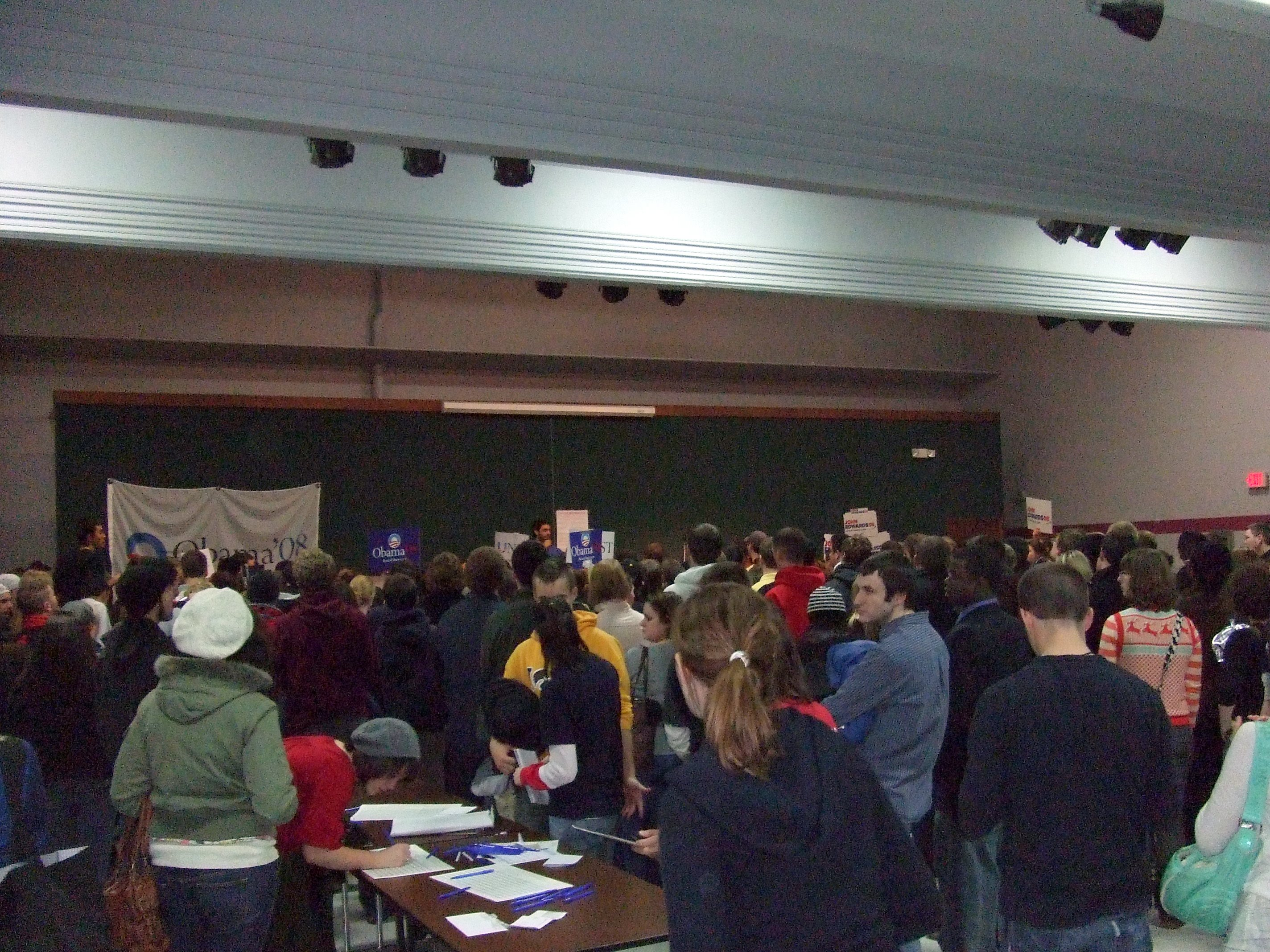

مجالس آيوا الانتخابية (بالإنجليزية: Iowa caucuses)‏ هو حدث انتخابي يجتمع فيه مواطنو ولاية آيوا الأمريكية لانتخاب موفدين لمؤتمرات المقاطعات. وهناك 99 مقاطعة في أيوا، أي 99 مؤتمرًا. تختار مؤتمرات المقاطعات موفدين لكل من مؤتمر المقاطعة الكونغرسي لأيوا ومؤتمر الولاية، وهذا الأخير هو من يختار موفدين لمؤتمرات ترشيح الرئيس. يختار مؤتمر ولاية أيوا حوالي 1% من الموفدين على مستوى الدولة.
تُعد مجالس أيوا الانتخابية مهمة لما تجذبه من اهتمام إعلامي خلال أعوام الانتخابات الرئاسية الأمريكية. فمنذ 1972، أصبحت المجالس الانتخابية في أيوا أول حدث انتخابي رئيسي في عملية ترشيح رئيس الولايات المتحدة. ومنذ 1972 أيضًا، يحقق هذا الحدث نسبة نجاح بقيمة 43% و50% لتوقع أي المرشحين الديمقراطيين والجمهوريين على التوالي سينجح في الفوز بترشيح حزبه السياسي في المؤتمر الوطني لهذا الحزب، إلا أن هذه المجالس أيضًا تشير بدرجة أعلى من الموثوقية لمن يُحتمل ألا يكمل السباق لعدم توفر الدعم.

## العملية الانتخابية
يعمل المجلس الانتخابي في أيوا بطريقة مختلفة كثيرًا عن الانتخابات التمهيدية الأكثر شيوعًا التي تقام في معظم الولايات الأخرى. تسمى المجالس الانتخابية «اجتماعات للجيران»؛ فعوضًا عن الذهاب إلى مراكز اقتراع للتصويت، يجتمع أهل أيوا في 1,682 مجلس انتخابي. تقام هذه المجالس في المدارس والكنائس والمكتبات العامة وأيضًا في منازل الأشخاص. وتقام كل عامين، إلا أن المجالس الانتخابية التي تحظى بالقدر الأكبر من الاهتمام الإعلامي، هي المجالس الانتخابية للمفاضلة بين المرشحين الرئاسيين، وهذه تقام كل أربعة أعوام.
بعدما يجتمع الجمهوريون في مراكز الاقتراع، يلقي مندوبوهم كلمة قصيرة ثم يقام اقتراع سري تنُقل نتيجته إلى الحزب ليعلن المرشح الفائز على مستوى الولاية. يُقسم الديمقراطيون أنفسهم في المراكز الانتخابية إلى مجموعة لكل مرشح، ثم يجري استبعاد المجموعة التي لا تصل إلى الحد الأدنى المطلوب وهو 15%، ويكون لهؤلاء إمكانية الانضمام للمجموعات الأخرى أو الرحيل، ثم يُحدد المندوبون وفقًا لحجم كل مجموعة، ويحضر هؤلاء المندوبون المؤتمرات المنعقدة على مستوى الولاية.